# Verbandsgemeinde Untermosel
La comunità amministrativa di Untermosel (Verbandsgemeinde Untermosel)  era una comunità amministrativa della Renania-Palatinato, in Germania.
Faceva parte del circondario di Mayen-Coblenza.
A partire dal 1º luglio 2014 è stata unita alla comunità amministrativa di Rhens per costituire la nuova comunità amministrativa Rhein-Mosel.

## Suddivisione
Comprendeva 14 comuni:
1. Alken
2. Brodenbach
3. Burgen
4. Dieblich
5. Hatzenport
6. Kobern-Gondorf
7. Lehmen
8. Löf
9. Macken
10. Niederfell
11. Nörtershausen
12. Oberfell
13. Winningen
14. Wolken

Il capoluogo era Kobern-Gondorf.